# Spinone

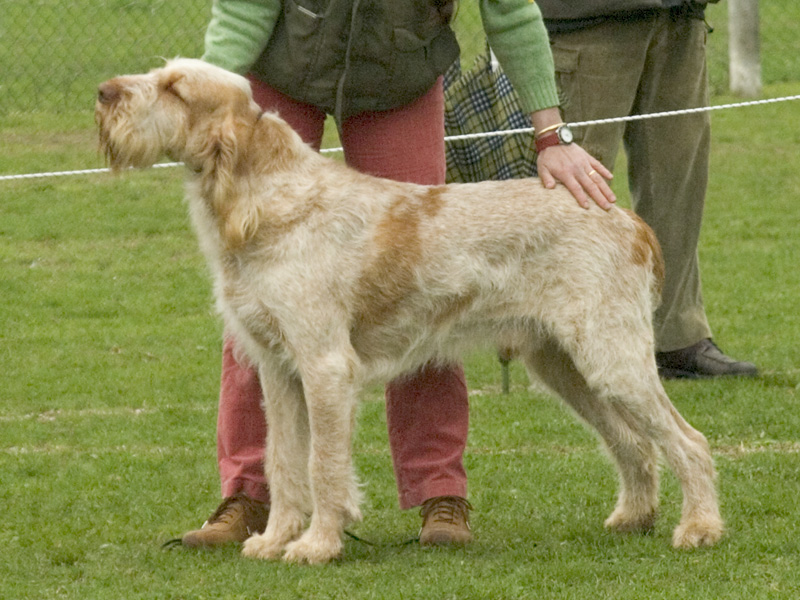
Spinone.

El Spinone italiano o  Espinone es una raza de perro autóctona de Italia empleada como perro cazador. Como su nombre lo implica es originario del Piamonte, el spinone es una raza antigua (se cree que sus ancestros se remontan al 500 a. C.) y de carácter dócil. Expertos dicen que es muy inteligente pero también puede ser testarudo. Demanda mucha atención de su amo y suelta pelos continuamente.

## Rasgos
Posee tanto cola, como orejas largas y otras características que lo hacen único.
Altura: A la cruz o los hombros: Los machos miden de 60 a 69 cm (aproximadamente de 23½ a 27½ pulgadas). La altura de las hembras es de 58 a 64 cm (aproximadamente de 23 a 25½ pulgadas).
Peso: El peso de los machos es de 32 a 37 kg (aproximadamente de 70 a 82 libras). Las hembras pesan de 28 a 32 kg (aproximadamente de 62 a 71 libras).
Pelo: De textura dura. Con un largo de 4 a 6 cm.
Colores de pelo: Blanco y castaño en diversas tonalidades , incluyendo el anaranjado.